# Jacques Pernet
Pour les articles homonymes, voir Pernet.
Jacques Pernet, né le 22 mai 1911 à Besançon et mort le 1er mai 2002 à La Rochelle, est un militaire, résistant et haut fonctionnaire français, Compagnon de la Libération.

## Biographie

### Jeunesse et formation
Jacques Pernet naît le 22 mai 1911, à Besançon, d'un père officier des Haras. Après ses études, il travaille au comptoir national d'escompte de Paris où il est inspecteur des agences coloniales et étrangères. En 1937, il effectue son service militaire au sein du 9e régiment de zouaves à Alger.

### Seconde Guerre mondiale
Lors de la mobilisation de 1939, il est affecté au 225e régiment d'infanterie avec le grade d'aspirant. À l'issue de la bataille de France, refusant la défaite, il s'enfuit vers l'Angleterre et s'engage dans les forces françaises libres le 1er juillet 1940. Promu lieutenant, il rejoint alors les rangs de la 13e demi-brigade de Légion étrangère (13e DBLE) avec laquelle il participe à l'expédition de Dakar en septembre 1940. Après la campagne du Gabon en octobre et novembre suivants, il part pour l'Érythrée où, pendant la campagne d'Afrique de l'Est, il prend part à la bataille de Keren. Il combat ensuite lors de la campagne de Syrie en juin 1941 puis pendant la guerre du désert où il est engagé dans la bataille de Bir Hakeim en mai et juin 1942. Lors de cette dernière, au moment de l'attaque menée par la division italienne Ariete le 27 mai, son commandement efficace permet à sa section de mettre hors de combat et de capturer un grand nombre d'ennemis. Le 10 juin 1942, à la fin de cette même bataille, il participe activement au succès de l'évacuation du poste en protégeant la colonne française et en faisant un grand nombre de prisonniers ennemis.
Après une période de repos à Alexandrie, Jacques Pernet et la 13e DBLE combattent dans la région d'El-Alamein. Lors d'une action à Nag Rala le 24 octobre 1942, il prend le commandement de sa compagnie à la suite de la grave blessure de son capitaine. Après un séjour à Tobrouk, la 13e DBLE stationne en Tunisie à partir d'avril 1943 et s'y entraîne en vue d'un débarquement en Italie. Promu capitaine, il s'illustre lors de la campagne d'Italie, notamment le 21 mai 1944 où lors des combats de Monte Leucio, il repousse au corps-à-corps trois attaques ennemies.

### Après-Guerre
Après le conflit, Jacques Pernet s'engage dans une carrière administrative. D'abord Sous-préfet de Savoie, il devient ensuite directeur de l'administration générale au ministère des anciens combattants. En 1961, il est nommé Directeur-général de l'Office national des combattants et des victimes de guerre et est parallèlement membre du conseil de l'Ordre de la Libération à partir de 1969,.
Jacques Pernet meurt le 1er mai 2002 à La Rochelle et est inhumé à La Roche-Canillac en Corrèze.

## Décorations
|  |  |  |  |  |  |  |  |  |
|  |  |  |  |  |  |  |  |  |
|  |  |  |  |  |  |  |  |  |
|  |  |  |  |  |  |  |  |  |

| Commandeur de la Légion d'Honneur       | Commandeur de la Légion d'Honneur       | Commandeur de la Légion d'Honneur       | Compagnon de la Libération par décret du 9 septembre 1942 | Compagnon de la Libération par décret du 9 septembre 1942 | Compagnon de la Libération par décret du 9 septembre 1942 | Grand officier de l'Ordre national du Mérite | Grand officier de l'Ordre national du Mérite | Grand officier de l'Ordre national du Mérite |
| Croix de guerre 1939-1945               | Croix de guerre 1939-1945               | Croix de guerre 1939-1945               | Médaille des blessés de guerre                            | Médaille des blessés de guerre                            | Médaille des blessés de guerre                            | Médaille coloniale                           | Médaille coloniale                           | Médaille coloniale                           |
| Médaille commémorative de Syrie-Cilicie | Médaille commémorative de Syrie-Cilicie | Médaille commémorative de Syrie-Cilicie | Chevalier de l'Ordre de Léopold Belgique                  | Chevalier de l'Ordre de Léopold Belgique                  | Chevalier de l'Ordre de Léopold Belgique                  | Croix de guerre Belgique                     | Croix de guerre Belgique                     | Croix de guerre Belgique                     |
| Croix de la Vaillance Pologne           |                                         |                                         |                                                           |                                                           |                                                           |                                              |                                              |                                              |